# Battle Isle
 (avril 2025).
Si vous disposez d'ouvrages ou d'articles de référence ou si vous connaissez des sites web de qualité traitant du thème abordé ici, merci de compléter l'article en donnant les références utiles à sa vérifiabilité et en les liant à la section « Notes et références ».
Battle Isle est une série de jeux vidéo de stratégie au tour par tour dont le premier épisode a été développé en 1991 par Blue Byte Software. Le jeu rencontre un certain succès et bénéficie de deux extensions et de trois suites qui sont publiées sur PC (MS-DOS puis Windows) jusqu'en 2000. Un épisode dérivé, Historyline 1914-1918 (1993), se déroulant dans le contexte de la Première Guerre mondiale, est également sorti sur Amiga et PC.
La série a été rééditée par Ubisoft à la suite du rachat de Blue Byte Software.

## Série
- Battle Isle (1991)
  - Battle Isle Data Disk I (1992)
  - Battle Isle Data Disk II (1993), également connu sous le nom Battle Isle ’93 et Battle Isle: The Moon of Chromos
- Battle Isle 2 (1994), Battle Isle 2200 en Amérique du Nord
  - Battle Isle 2 Data Disk I (1994), également connu sous le nom de Battle Isle 2: Titan's Legacy et Battle Isle 2 Scenery CD
- Battle Isle 3: Shadow of the Emperor (1995), Battle Isle 2220: Shadow of the Emperor en Amérique du Nord
- Incubation: Time Is Running Out (1997), Incubation: Battle Isle Phase Vier en Allemagne, Incubation: Battle Isle Phase Four au Royaume-Uni, également connu sous le nom de Battle Isle 4: Incubation, Battle Isle: Incubation ou simplement Incubation
  - Incubation: The Wilderness Missions (1998)
- Battle Isle: The Andosia War (2000), Battle Isle: Der Andosia-Konflikt en Allemagne, également connu sous le nom de Battle Isle 4: The Andosia War ou simplement The Andosia War